# Pteroptrix variicolor
Pteroptrix variicolor är en stekelart som beskrevs av Huang 1994. Pteroptrix variicolor ingår i släktet Pteroptrix och familjen växtlussteklar. Inga underarter finns listade i Catalogue of Life.